# Boscs i pastures montans etiòpics
Els boscos de muntanya d’Etiòpia són una ecoregió de l'ecozona afrotropical, definida pel WWF (codi d’ecoregió: AT0112), que s'estén per Etiòpia, a l’oest d’Eritrea, al sud-est de Sudan i al nord-oest de Somàlia.

## Territori
Es tracta d’una ecoregió de la selva tropical que ocupa una superfície de 248.800 quilòmetres quadrats a l’altiplà etíop i a les muntanyes Itbay a altituds entre 1100 i 1800 metres sobre el nivell del mar, en zones pertanyents políticament a Etiòpia, Eritrea, Sudan i Somàlia.
Les precipitacions anuals varien entre els 600 i els 1500 mm, segons la zona. La humitat és alta. Les temperatures màximes oscil·len entre 18 i 24 ° C, i les mínimes entre 12 i 15 ° C.
L'ecoregió s'ubica en gran part a la regió geogràfica anomenada l'Altiplà d'Etiòpia.

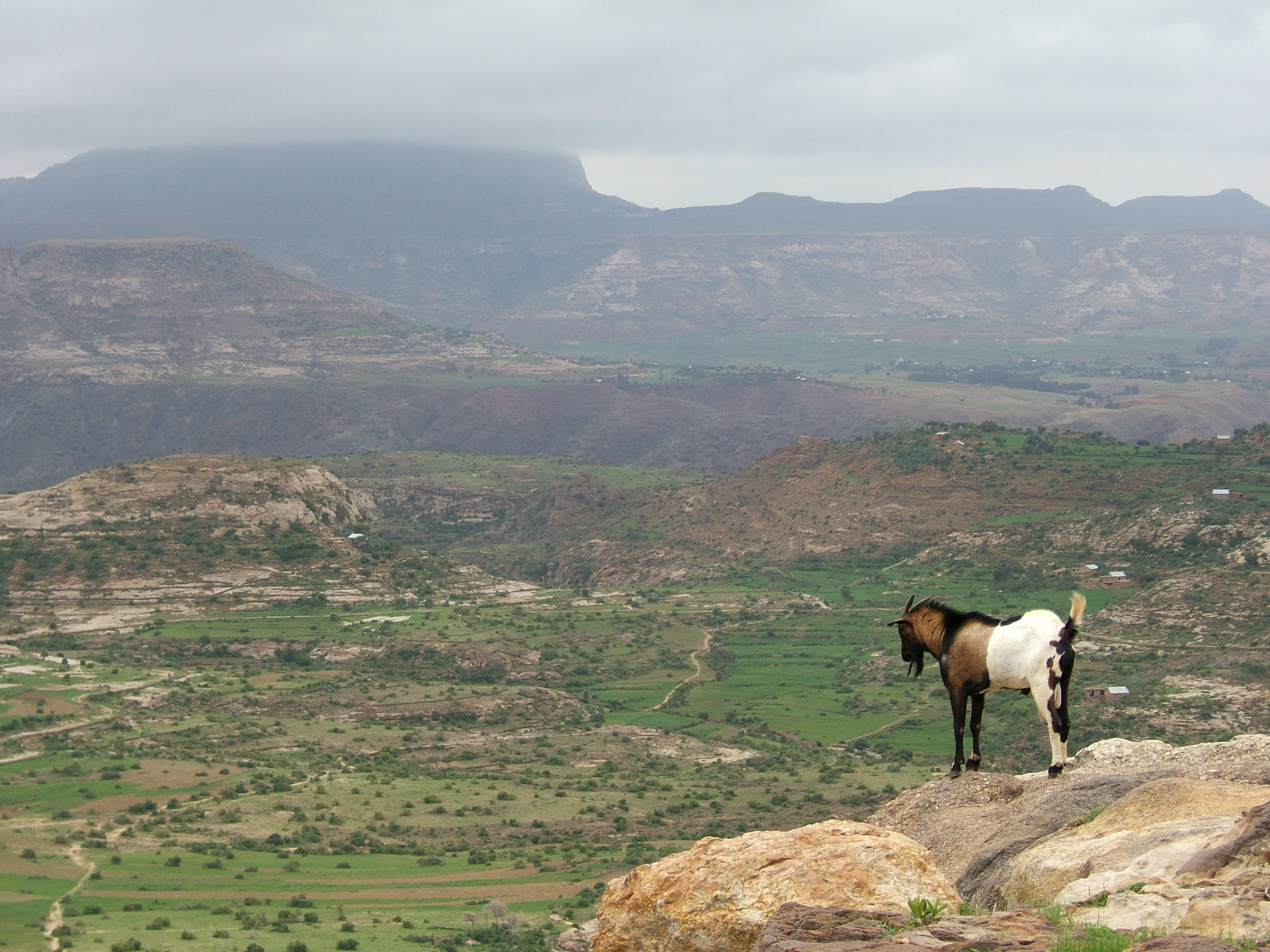
Una cabra criada per monjos guaita la Vall d'Axum

## Flora
En aquesta zona hi ha diverses comunitats vegetals: el kolla, un bosc obert de poca alçada dominat per espècies de Terminalia, Commiphora, Boswèl·lia i Acàcia; la formació ecològica "weyna dega", que es troba en zones més elevades i més humides i dominada per coníferes com Podocarpus falcatus i Juniperus procedra; el bosc d’Harenna, amb un sotabosc caracteritzat per una vegetació arbustiva dominada pel cafè àrab i coberta per una volta oberta de Warburgia ugandensis, Croton macrostachyus, Syzygium guineense i Podocarpus falcatus.

## Fauna
La fauna de la regió està encara poc estudiada. Entre els mamífers presents hi ha la mussaranya d’Harenna (Crocidura harenna), el múrid Grammomys minnae, l'antílop jeroglífic (Tragelaphus scriptus), el babuí anubis (Papio anubis), el còlob de crinera oriental (Colobus guereza), la mona verda comuna (Chlorocebus aethiops), el duiquer comú (Sylvicapra grimmia), el facoquer (Phacochoerus aethiopicus), el porc senglar de riu (Potamochoerus porcus), l'hipopòtam (Hippopotamus amphibius), el caracal (Caracal caracal), el llop africà (Canis lupaster), el xacal de llom negre (Canis mesomelas), el lleopard (Panthera pardus), el lleó (Panthera leo), la hiena tacada (Crocuta crocuta), el serval (Leptailurus serval), el búbal de Swayne (Alcelaphus buselaphus swaynei), el dik-dik de Günther (Madoqua guentheri) i el cudú gros (Tragelaphus strepsiceros).
Entre els endemismes, hi ha quatre espècies d'aus en perill d'extinció: el francolí de Djibouti (Pternistis ochropectus), el francolí de Harwood (Pternistis harwoodi), el turac de Ruspoli (Tauraco ruspolii) i la Crithagra flavigula.
Entre els endemismes, també esmenten dues espècies de camaleons (Chamaeleo balebicornutus i Chamaeleo harennae), dues granotes arbòries de la família Hyperoliidae (Afrixalus clarkei i Afrixalus enseticola), dues granotes de cricket (Phrynobatrachus bottegi i Phrynobatrachus sciangallarum) i el gimnofió (Sylvacaecilia grandisonae).

## Conservació
L'ecoregió es considera que està en perill crític: les zones que encara queden en estat primitiu són molt poques i fragmentades. La protecció és deficient. Petites àrees de l'ecoregió s'inclouen en diversos parcs nacionals etíops, com el parc nacional Awash, el parc nacional d’Omo i el parc nacional de Nechisar.